# Baronnie de Veligosti
La baronnie de Veligosti est une seigneurie médiévale franque de la principauté d'Achaïe, d'abord centrée autour de Veligostí (Véligourt en français) au sud de l'Arcadie puis autour de la région de Damala (Damalet en français) en Argolide. Quand Veligosti tombe aux mains de l'Empire byzantin vers 1300, le nom persiste même si le fief ne recouvre plus que Damala.

## Histoire
Veligosti, située près de l'ancienne Mégalopolis, tombe aux mains des Croisés vers 1206. Pour l'historien Karl Hopf, le nom de Veligosti dérive du français Véligourt, lui-même venant d'une déformation de Valaincourt ou Walincourt, lieu d'origine de la première famille, issue de Mons, qui tient la baronnie. La famille Valaincourt est bien représentée au sein de la quatrième Croisade mais, comme le note l'historien Antoine Bon, il pourrait bien s'agir d'un hasard. La forme Veligosti viendrait d'une origine slave et son nom français en serait une simple traduction.
La baronnie est fondée vers 1209, comme l'une des douze premières à former la principauté d'Achaïe. Selon la liste des signataires du traité de Sapienza en 1209, le premier baron en est Hugues de Mons, auquel lui succède Matthieu de Mons vers 1230, qui est le premier à être mentionné par la chronique de Morée. Matthieu tient la baronnie jusqu'à son mariage avec une fille de Théodore II Lascaris, au cours d'une mission diplomatique auprès de l'Empire de Nicée dans les années 1250. Karl Hopf, qui n'a pas connaissance du traité de Sapienza, fait l'hypothèse désormais abandonnée de deux barons homonymes, Matthieu Ier puis Matthieu II, pour combler la période avant 1230.
Matthieu de Mons disparaît des sources après son mariage. Son fief passe entre les mains d'une branche cadette de la famille de la Roche, dont la branche principale dirige le duché d'Athènes. Dès 1256, un document mentionne Guillaume de la Roche comme seigneur de Veligosti, sans que l'on sache comment cette passation entre les deux familles s'est déroulée. Hopf a fait l'hypothèse d'un mariage entre une sœur de Matthieu de Mons et Guillaume de la Roche. Ce dernier, détenteur de la région de Damala, unifie donc les deux régions sous un même titre.
La cité de Damala a été conquise facilement dans les premiers temps de l'invasion franque de la Morée, à la différence des citadelles d'Argos et de Nauplie, qui ont résisté jusqu'en 1212. Si Nauplie est confiée comme fief séparé aux ducs d'Athènes, Damala n'est pas mentionnée comme dans la liste des barons de l'Achaïe dans les versions française et grecque de la chronique de Morée. Seule une version aragonaise de la chronique signale qu'un chevalier (peut-être Guillaume de la Roche) reçoit six fiefs dans la région et y élève un château.
À partir des années 1260, Veligosti devient un point névralgique au sein de la principauté d'Achaïe, dans sa guerre contre la province byzantine de Mistra, au sud-est de la Morée. Avec la forteresse de Nikli, elle protège les cols qui mènent du territoire byzantin au plateau central de l'Arcadie. Après 1272, la présence franque à Veligosti est de plus en plus menacée par la progression byzantine. Vers 1300, tant Nikli que Veligosti sont perdues par les Francs et pourraient avoir été rasées ou abandonnées car les deux cités ne sont plus mentionnées. La baronnie de Veligosti est alors restreinte à la région de Damala mais conserve cette dénomination.

## Liste des barons de Veligosti
- Hugues de Mons (vers 1209) ;
- Matthieu de Mons (vers 1230-1264) ;
- Guillaume de la Roche (en) (1264-????), beau-frère du précédent ;
- Jacques de la Roche (????-????), fils du précédent ;
- Renaud de la Roche (????-????), fils du précédent ;
- Jacqueline de la Roche (en) (1311-1327), fille du précédent ;
- Martin Zaccaria (1320-????), époux de la précédente ;
- Centurione Ier Zaccaria (en) (1345-????), fils des précédents ;
- Andronic Asen Zaccaria (en) (????-????), fils du précédent ;